# Fort Wright (Kentucky)
La ville de Fort Wright est située dans le comté de Kenton, dans le Commonwealth du Kentucky, aux États-Unis. Sa population s’élevait à 5 723 habitants lors du recensement de 2010, estimée à 5 737 habitants en 2018.
Fort Wright se trouve au sud de Cincinnati.

## Histoire
La localité, incorporée en tant que city en 1941, a été nommée d’après Horatio Gouverneur Wright.

## Source
- (en) Cet article est partiellement ou en totalité issu de l’article de Wikipédia en anglais intitulé « Fort Wright, Kentucky » (voir la liste des auteurs).

1. ↑  (en) Rennick, Robert M., Kentucky Place Names, University Press of Kentucky, 1987, 107 p. (lire en ligne).
2. ↑  (en) « Population and Housing Unit Estimates » (consulté le 14 septembre 2019)
3. ↑  (en) « Census of Population and Housing » [archive du 26 avril 2015], Census.gov (consulté le 4 juin 2015)